# Henry Hansen (voetballer)
Axel Bjergne Henry Hansen (Kopenhagen, 21 november 1899 - aldaar, 8 februari 1952) was een Deens voetballer die voorkeur had als een aanvaller.

## Carrière
Hansen is geboren in Kopenhagen waar hij is begonnen te voetballen bij Boldklubben. Hansen maakte zijn debuut voor het Deens voetbalelftal in 1922. Hij heeft 38 wedstrijden gespeeld en 10 doelpunten gescoord voor zijn nationale ploeg. Hansen beëindigt zijn voetbalcarrière in 1934.
Hansen overleed op 8 februari 1952.